# Frank Gray
Francis Tierney Gray (Glasgow, 1954. október 27. –) skót válogatott labdarúgó, edző. 

## Pályafutása

### Klubcsapatban
Glasgowban született. 1972 és 1979 között a Leeds United csapatában játszott, melynek tagjaként 1974-ben bajnoki címet szerzett és bejutott csapatával 1973-ban a KEK és az FA-kupa-döntőjébe, 1975-ben pedig a BEK-döntőben szerepelhetett. 1979 és 1981 között a Nottingham Forest játékosa volt, mellyel 1980-ban megnyerte a bajnokcsapatok Európa-kupáját. 1981-től 1985-ig ismét a Leeds Unitedet erősítette. 1985 és 1989 között a Sudnerland volt a csapata, ahol 1988-ban hozzájárult a harmadosztály megnyeréséhez. 1989 és 1992 között a Darlington játékosa volt. 

### A válogatottban
1976 és 1983 között 32 alkalommal szerepelt a skót válogatottban és 1 gólt szerzett. 1976-ban egy Svájc elleni mérkőzésen mutatkozott be. Az 1978-as világbajnokságra utazó keretből még kimaradt, de részt vett az 1982-es világbajnokságon, ahol az Új-Zéland, a Brazília és a Szovjetunió elleni csoportmérkőzésen kezdőként lépett pályára.

### Edzőként
Az 1991–92-es szezonban a Darlington játékosedzője volt. Később többnyire alacsonyabb osztályú csapatoknál vállalt dolgozott edzőként.

## Sikerei, díjai
Leeds United
- Angol kupadöntős (1): 1972–73
- KEK-döntős (1): 1972–73
- Angol bajnok (1): 1973–74
- Angol szuperkupadöntős (1): 1974
- BEK-döntős (1): 1974–75

Nottingham Forest
- UEFA-szuperkupa győztes (1): 1979
- Angol ligakupa-döntős (1): 1979–80
- BEK-győztes (1): 1979–80
- UEFA-szuperkupa döntős (1): 1980
- Interkontinentális kupadöntős (1): 1980

Sunderland
- Angol harmadosztályú bajnok (1): 1987–88